# 財津ひろみ
財津 ひろみ（ざいつ ひろみ、1983年5月17日 - ）は、福岡放送のアナウンサー。福岡県久留米市出身。

## 経歴・人物
漫画家を目指し、小学生の頃から出版社に漫画を投稿する。
中学生当時に『めんたいワイド』MCだった古賀ゆきひとの講演を聴いたことがきっかけで、アナウンサーを志す。古賀も通った福岡県立明善高等学校へ進学し、3年次だった2001年、NHK杯全国高校放送コンテスト全国大会アナウンス部門に出場。財津自身は準決勝敗退だったが、ともに出場した同級生が優勝した。
高校卒業後は慶應義塾大学に進学。在学中は子供向けのイベントの司会やテレビ局でアルバイトをしていた。
2006年入社。同年6月よりニュースデビュー、同年9月21日から毎週木曜日、『めんたいワイド』内のイムズ前での中継を担当する。
2007年12月、ディズニー映画『ルイスと未来泥棒』で声優デビュー。
2011年9月、福津市の宮地嶽神社で行われた秋季大祭にて、仲谷亜希子と参加し「祭王」を務めた。
2015年9月18日、休暇中だった読売テレビアナウンサーの林マオの代理として『情報ライブ ミヤネ屋』に出演した際、離婚して独身になったことを明かした。同年10月からスタートした新番組『バリはやッ!ZIP!』でメインMCを務める。
2018年7月1日、本人のTwitterにて再婚を発表。
2020年9月25日、5年間メインMCを務めた『バリはやッ!ZIP!』を卒業した（当番組のメインMC後任には小林茉里奈が就任した）。
2021年5月7日、公式ブログにて妊娠6か月であることを公表し、5月25日付で産前産後休業入りした。
同年8月11日に双子の男児と女児を出産し、2022年4月4日より、復職している。

## エピソード
- FBSは長らく、在福の民放テレビで唯一アナウンス専門部署を設けていなかった。このため、報道部がニュースリード専門で雇った契約アナウンサーも、放送ではアナウンサーとして扱われることがある[11]。財津も報道部門に大別されてニュースリードを行うほか、2009年には報道番組『目撃者f』でディレクターの1人として臓器移植に関する取材を行った。
- 笑点が福岡で収録されたときに、演芸の前にお客の前で『キューティーハニー』を熱唱した[12]。
- 一番好きなスポーツは相撲[13]。

## 出演番組

### 現在
- FBS NEWS（主に昼時間帯を担当）

### 過去
- NEWS5ちゃん (スポットニュース)
- 目撃者f 臓器移植を考える（2009年6月29日、ディレクター）
- アナ★Me
- ざいつショー[14]
- ズームイン!!SUPER[15]
- FBSレディスチャリティゴルフ[16]
- ナイトシャッフル・ナイトシャッフルG[17]
- バリはやッ!ZIP!（2015年9月28日 - 2020年9月25日、MC）
- ZIP![18]
- めんたいワイド（街頭リポーター、ビデオナレーションなど）
- 言いたくなる問1×1